# Robot Dreams
Robot Dreams es una película de tragicomedia animada hispano-francesa de 2023 escrita y dirigida por Pablo Berger. Está basado en el cómic del mismo nombre de Sara Varon. Se trata de la inseparable amistad entre un perro y un robot en el Manhattan, Nueva York de los años 1980.
Robot Dreams tuvo su estreno mundial en el 76° Festival de Cine de Cannes el 21 de mayo de 2023, en la sección de Proyecciones Especiales. Recibió el premio a la Mejor Película en la sección Contrechamp del Festival Internacional de Cine de Animación de Annecy.

## Sinopsis
DOG es un perro solitario que vive en Manhattan. Un día decide construirse un robot, un amigo. Su amistad crece, hasta hacerse inseparables, al ritmo del Nueva York de los ochenta. Una noche de verano, Dog con gran pena, se ve obligado a abandonar a ROBOT en la playa. ¿Volverán a encontrarse?

## Argumento
En el Manhattan de los años 80, Dog vive solo. Mientras mira televisión, ve un anuncio de un amigo robot e inmediatamente llama para pedirlo. Dog recibe a Robot por correo algún tiempo después y lo ensambla. Los dos se hacen amigos instantáneamente cuando Dog lleva a Robot a explorar Manhattan. Se dirigen a Central Park, donde se involucran en una serie de actividades, en particular patinar sobre ruedas con «September» de Earth, Wind & Fire. A lo largo del verano, los dos se vuelven amigos inseparables.
Hacia el final del verano, Dog lleva a Robot a la playa. Después de un largo día jugando en el agua, la pareja se queda dormida en la playa. Al despertar mucho después de que todos los demás visitantes se fueron, la pareja se da cuenta de que el agua ha provocado que Robot se oxide en su lugar. Incapaz de mover a Robot, Dog desanimado se ve obligado a regresar a casa para pasar la noche. Dog regresa a la playa al día siguiente y descubre que la playa ha estado cerrada hasta el 1 de junio del año siguiente, con una gran cerca de alambre de púas construida que le impide llegar a Robot. Después de que la ciudad le negó el acceso a la playa, Dog intenta traspasar ilegalmente la valla. Sin embargo, la policía lo atrapa y lo arresta. Posteriormente, un Perro desanimado cede hasta el 1 de junio para regresar y rescatar a Robot, colocando una nota en su refrigerador como recordatorio constante.
Algún tiempo después, un trío de conejos se encuentra con Robot en la playa. Le dan aceite STP que lo repara y le permite salir de la playa. Regresa al departamento de Dog solo para descubrir que todo esto fue una fantasía de Robot. En realidad, los conejos le cortan una de las patas a Robot y le quitan un dedo para arreglar su bote roto. Desechan la pierna y dejan a Robot solo en la playa una vez más. Mientras tanto, Dog pasa Halloween solo.
El invierno llega cuando la nieve comienza a caer sobre la ciudad y la playa. Después de soñar con escapar de la nieve y regresar a casa para encontrar que Dog lo reemplazó con un nuevo robot, Robot se congela en el hielo. Mientras tanto, Dog va a the Catskills para hacer nuevos amigos después de ver un anuncio en el periódico. Esto sólo le lleva a romperse el brazo en un accidente de trineo tras un conflicto con un par de osos hormigueros. A medida que continúa el invierno, Robot tiene otro sueño de regresar a casa a través de un mundo inspirado en El mago de Oz. Dog conoce a un muñeco de nieve mágico que lo lleva a una bolera. El perro juega mal a los bolos, pero encuentra un nuevo amigo en el muñeco de nieve; sólo para que esto se revele como un sueño.
Tras el final del invierno, Robot se hace amigo de un pájaro que termina construyendo un nido junto a su brazo. El pájaro pone tres huevos que eclosionan, y el niño más pequeño se une instantáneamente con Robot. Los tres hijos del pájaro crecen durante un período de tiempo y el más joven sigue siendo el más apegado a Robot. Cuando llega el momento de que los pájaros se vayan, el más joven es el que más duda en dejar a Robot; pero finalmente ceden y siguen a su familia siguiendo el estímulo de Robot. Mientras tanto, Perro encuentra un nuevo amigo en Pato durante una excursión con cometa y la pareja se va a pescar algún tiempo después. Duck se muda repentinamente a Europa después, dejando a Dog solo una vez más.
Un mono se cuela en la playa y se encuentra con un robot enterrado con la ayuda de su detector de metales. El mono lleva a Robot a un depósito de chatarra para venderlo. El dueño del caimán y su hijo rápidamente arrojan a Robot a la pila, donde rápidamente lo rompen en diferentes pedazos y lo apagan. Cuando finalmente llega el 1 de junio, Dog regresa a la playa pero solo puede encontrar la pierna cortada de Robot. Lo echan de la playa después de pasar todo el día cavando. Un perro entristecido pasa la noche acostado en la cama con la pierna de Robot.
Un mapache llamado Rascal visita el depósito de chatarra algún tiempo después y descubre la cabeza y las extremidades restantes de Robot. Se lleva las piezas a casa y, siguiendo su interés en construir robots por su cuenta, reconstruye el Robot con una radio gigante como un cuerpo nuevo. Robot vuelve a encenderse, aparentemente sin recordar su tiempo con Dog. Mientras tanto, Dog va a una tienda de robots y compra un nuevo robot llamado Tin. Durante el transcurso del verano, Robot y Rascal forman una estrecha amistad al igual que Dog y Tin. Dog y Tin van a la playa y, aprendiendo de sus errores pasados, Dog cubre a Tin con aceite en aerosol y lo mantiene fuera del agua.
Más tarde, mientras prepara ketchup para un almuerzo en la azotea con Rascal, Robot mira y ve a Dog y Tin caminando por la acera. Robot recupera todos los recuerdos de su tiempo con Dog. Saliendo corriendo del edificio y calle abajo, Robot logra atrapar a Dog y reunirse con él. La repentina aparición de Rascal revela que la reunión fue otra fantasía de Robot. En lugar de perseguir a Dog, Robot usa su cuerpo de radio para reproducir «September». Dog escucha el eco de la canción y la pareja (sin que Dog lo sepa) baila juntos la canción por última vez. Dog ve un reflejo de Robot en una ventana y Robot rápidamente se esconde de la vista. Robot contempla revelarse. Sin embargo, al darse cuenta de que él y Dog han encontrado nuevas relaciones significativas después de su separación, Robot continúa ocultándose y deja que Dog continúe con Tin. Tin nota la tristeza de Dog y rápidamente lo anima mientras los dos bailan por la calle uno al lado del otro. Robot luego regresa felizmente con Rascal y los dos proceden a bailar juntos en el techo.

## Producción
Robot Dreams es una coproducción hispano-francesa, las productoras son Arcadia Motion Pictures(Barcelona, España) y Noodles Production(París, Francia). El proceso de animación se inició a mediados de junio de 2021 en Madrid (España), para luego trasladarse al estudio Loquiz Films, creado exprofeso para esta película y situado en la avenida Pío XII de Pamplona.

## Estreno

### Festivales
Robot Dreams tuvo su estreno mundial el 21 de mayo de 2023, en la sección de Proyecciones Especiales del 76° Festival de Cine de Cannes, luego se proyectó el 12 de junio de 2023, en el Festival Internacional de Cine de Animación de Annecy, el 23 de julio. 2023, en el Festival Internacional de Cine de Nueva Zelanda y el 14 de agosto de 2023, en el 29.º Festival de Cine de Sarajevo. Se proyectó el 7 de septiembre de 2023 en el 48.º Festival Internacional de Cine de Toronto y en octubre de 2023 en el 56.º Festival de Cine de Sitges, en el Festival de Cine Internacional de Londres y en el 36.º Festival Internacional de Cine de Tokio.

### Cines
Su estreno comercial está previsto para el 6 de diciembre de 2023 en salas españolas para luego expandirse al mercado francés el 27 de diciembre de 2023. Neon adquirió los derechos de distribución para estrenarse en territorio norteamericano.

## Recepción

### Recepción de la crítica
En el sitio web agregador de reseñas Rotten Tomatoes, el 98 % de las reseñas de 60 críticos son positivas, con una calificación promedio de 9,0/10.

### Reconocimientos
| Año  | Premio / Festival                                     | Categoría                                                  | Recipiente                      | Resultado | Ref.          |
| ---- | ----------------------------------------------------- | ---------------------------------------------------------- | ------------------------------- | --------- | ------------- |
| 2023 | Festival Internacional de Cine de Animación de Annecy | Premio Contrechamp - Mejor Película                        | Robot Dreams                    | Ganadora  | [ 30 ]        |
| 2023 | 56.º Festival de Cine de Sitges                       | Mejor película                                             | Robot Dreams                    | Nominada  | [ 31 ]        |
| 2023 | 56.º Festival de Cine de Sitges                       | Premio del público a la Mejor Película en la SOFC          | Robot Dreams                    | Ganadora  | [ 31 ]        |
| 2023 | 36.º Premios del Cine Europeo                         | Premio del Cine Europeo al Mejor Largometraje de Animación | Robot Dreams                    | Ganadora  | [ 32 ]        |
| 2023 | 32.º Philadelphia Film Festival                       | Mención de honor Mejor Película                            | Robot Dreams                    | Ganadora  | [ 33 ]        |
| 2023 | Festival Cinekid                                      | Mejor película infantil                                    | Robot Dreams                    | Nominada  | [ 34 ]        |
| 2023 | Animation Is Film Festival 2023                       | Premio Especial del Jurado                                 | Robot Dreams                    | Ganadora  | [ 35 ]        |
| 2023 | Octopus Film Festival 2023                            | Premio del Público a Mejor Película                        | Robot Dreams                    | Ganadora  | [ 36 ]        |
| 2023 | Bucheon International Animation Film Festival 2023    | Premio del Público a Mejor Película                        | Robot Dreams                    | Ganadora  | [ 37 ]        |
| 2023 | Premios Forqué                                        | Mejor largometraje de animación                            | Robot Dreams                    | Ganadora  | [ 38 ]        |
| 2024 | Premios Goya                                          | Mejor guion adaptado                                       | Pablo Berger                    | Ganadora  | [ 39 ]        |
| 2024 | Premios Goya                                          | Mejor montaje                                              | Fernando Franco                 | Nominada  | [ 39 ]        |
| 2024 | Premios Goya                                          | Mejor música original                                      | Alfonso de Vilallonga           | Nominada  | [ 39 ]        |
| 2024 | Premios Goya                                          | Mejor película de animación                                | Robot Dreams                    | Ganadora  | [ 39 ]        |
| 2024 | Premios Feroz                                         | Mejor película de comedia                                  | Robot Dreams                    | Ganadora  | [ 40 ]        |
| 2024 | Premios Feroz                                         | Mejor música original                                      | Alfonso de Vilallonga           | Ganadora  | [ 40 ]        |
| 2024 | Premios Feroz                                         | Mejor cartel                                               | Robot Dreams                    | Ganadora  | [ 40 ]        |
| 2024 | Medallas del CEC                                      | Mejor película                                             | Robot Dreams                    | Nominada  | [ 41 ] [ 42 ] |
| 2024 | Medallas del CEC                                      | Mejor director                                             | Pablo Berger                    | Nominado  | [ 41 ] [ 42 ] |
| 2024 | Medallas del CEC                                      | Mejor música                                               | Alfonso de Vilallonga           | Ganador   | [ 41 ] [ 42 ] |
| 2024 | Medallas del CEC                                      | Mejor guion adaptado                                       | Pablo Berger                    | Nominado  | [ 41 ] [ 42 ] |
| 2024 | Medallas del CEC                                      | Mejor largometraje de animación                            | Robot Dreams                    | Ganador   | [ 41 ] [ 42 ] |
| 2024 | Premios Annie                                         | Mejor película animada independiente                       | Robot Dreams                    | Ganadora  | [ 43 ]        |
| 2024 | Premios Annie                                         | Mejor diseño en un filme animado                           | Daniel Fernández Casas          | Nominado  | [ 43 ]        |
| 2024 | Premios Annie                                         | Mejor dirección en un filme animado                        | Pablo Berger y Benoît Feroumont | Nominado  | [ 43 ]        |
| 2024 | Premios Annie                                         | Mejor historia en un filme animado                         | Maca Gil                        | Nominada  | [ 43 ]        |
| 2024 | Premios Annie                                         | Mejor guion en un filme animado                            | Pablo Berger                    | Nominado  | [ 43 ]        |
| 2024 | Premios Oscar                                         | Mejor película animada                                     | Robot Dreams                    | Nominada  | [ 44 ]        |
| 2024 | Premios ALMA                                          | Mejor guion de largometraje de comedia                     | Robot Dreams                    | Ganador   | [ 45 ]        |